# Mirachelus clinocnemus
Mirachelus clinocnemus är en snäckart som beskrevs av Christopher John Quinn 1979. Mirachelus clinocnemus ingår i släktet Mirachelus och familjen pärlemorsnäckor. Inga underarter finns listade i Catalogue of Life.